# Art rock

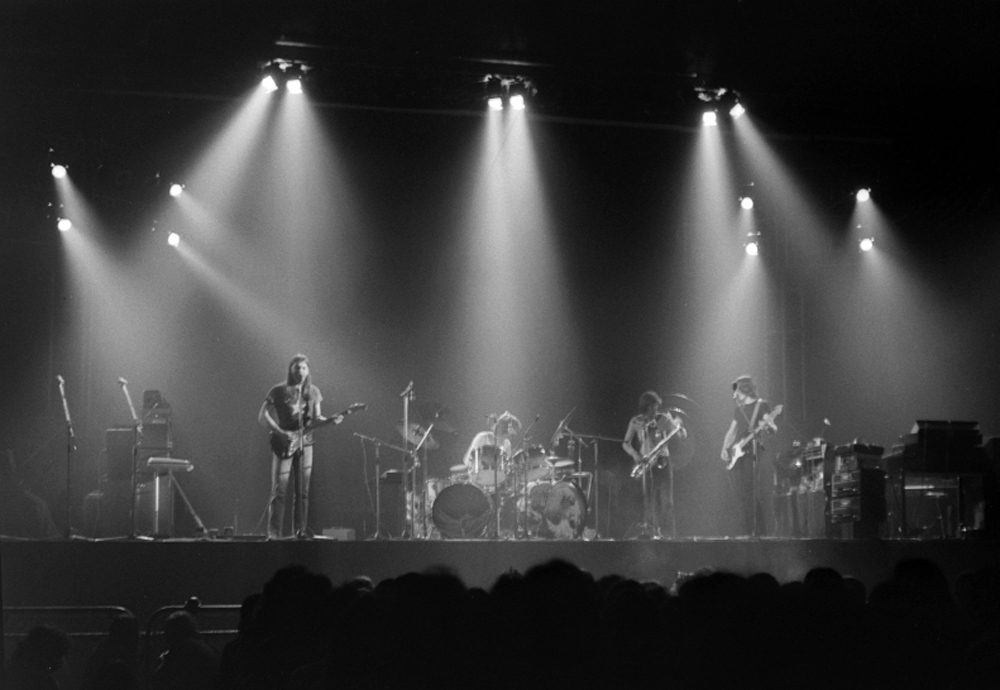
Pink Floyd wykonujący jeden z kanonicznych albumów art rockowych − The Dark Side of the Moon, 1973

Art rock − gatunek muzyki rockowej charakteryzujący się różnorodnością i wielowątkowością muzycznych form. Zapoczątkowany przez zespoły: Procol Harum, Pink Floyd, King Crimson, Genesis, Queen, Van der Graaf Generator, Yes, Camel oraz przez Davida Bowiego, a później kontynuowany przez: Marillion, Galahad, IQ, Arena, Pendragon, Palaye Royale, Porcupine Tree, Anathema.
Art rock jest określeniem nieprecyzyjnym. Często używany jest jako synonim rocka progresywnego (także i neoprogresywnego) lub też jako styl lub podgatunek tej muzyki. W tym rozumieniu określa tę część rocka progresywnego, która w brzmieniu i technikach instrumentalnych najbliższa jest klasycznemu hard rockowi.
W art rocku często pojawiają się instrumenty smyczkowe, młoteczkowe itp. oraz fragmenty muzyki poważnej. Od hard rocka odróżniają ten styl typowe progresywne elementy (skomplikowane i zmienne schematy rytmiczne i harmoniczne).